# 陳一諤
陳一諤（英語：Chan Yi-ngok，1989年—），香港出生，前香港大學學生會會長，牛津大學首屆公共政策碩士及郭氏學人。

## 簡歷
陳一諤於沙田蘇浙公學接受中學教育，曾為該校第15屆學生會會長。2008年，陳以香港高級程度會考三優的成績，考進香港大學社會科學學院，雙主修政治科學、經濟學。
在就讀大學一年級期間，陳一諤於2009年，以「一人內閣」高票當選學生會會長。同年4月，陳因被指在該校社會科學學會主辦的六四論壇上批評學運領袖，而面對不信任動議。動議最終在1592票贊成、949票反對、114票棄權、13張廢票的情況下通過。
2011年，陳一諤獲得港大社會科學一級榮譽學士學位；2012年，陳成為布拉瓦尼克政府學院首屆公共政策碩士學生。陳現於銀行業工作，並在信報、南華早報、星島及經濟日報等多份本地報章，不定期撰寫評論文章。